# Marianne Kleiner

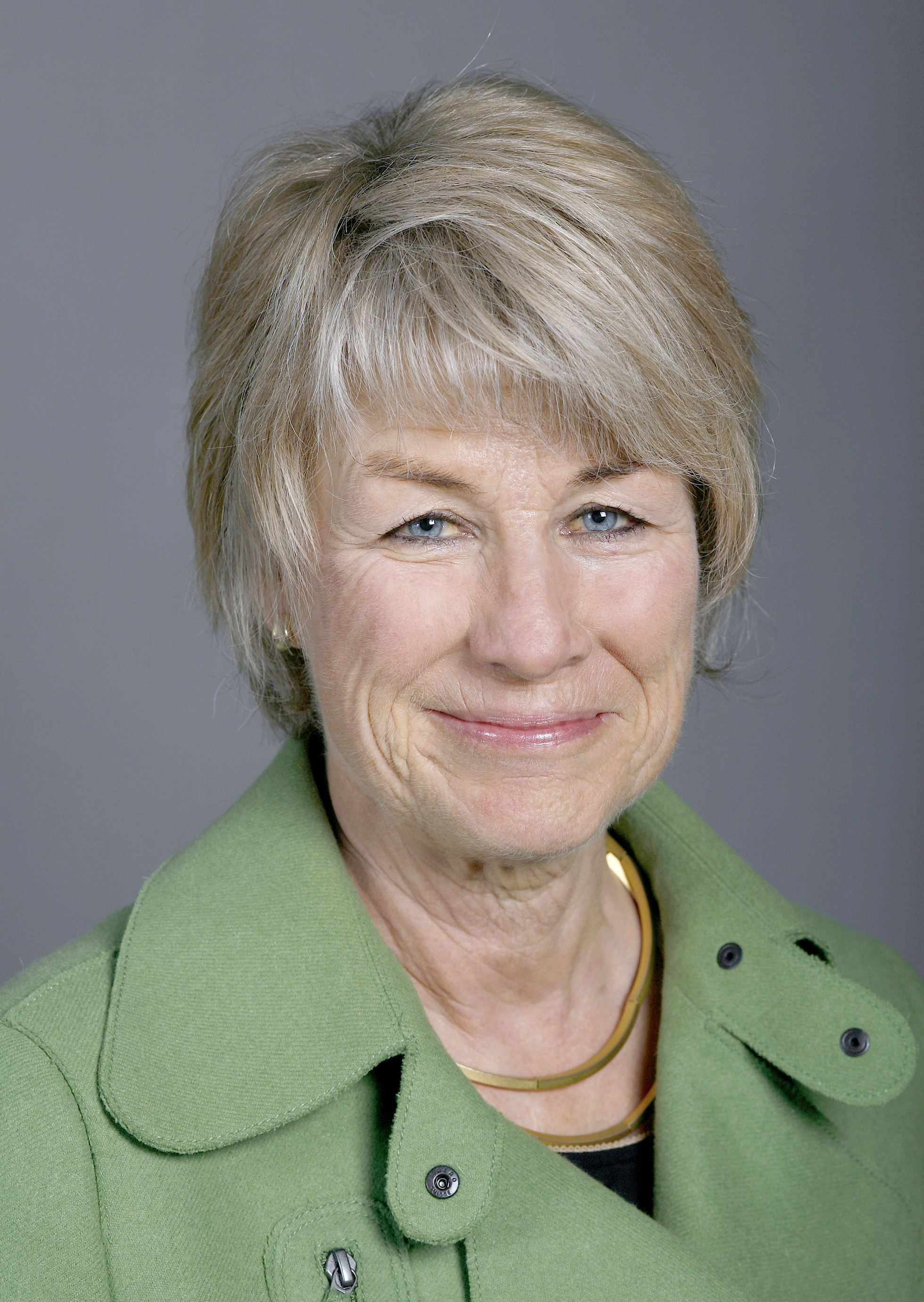
Marianne Kleiner-Schläpfer

Marianne Kleiner, geb. Schläpfer (Gossau, 29 mei 1947) is een Zwitsers politica.

## Biografie

### Opleiding en vroege carrière
Marianne Schläpfer werd op 29 mei 1947 geboren in Gossau (SG). Ze studeerde psychologie in Zürich (afgestudeerd in 1979) en studeerde aansluitend personeelsmanagement en psychotherapie. Zij is gespecialiseerd in psychologisch advies binnen het bedrijfsleven.

### Politieke carrière
Marianne Kleiner is lid van de Vrijzinnig Democratische Partij van Appenzell Ausserrhoden (FDP A.Rh.; de kantonsafdeling van de federale Vrijzinnig Democratische Partij) en was van 1994 tot 2003 lid van de Regeringsraad van het kanton Appenzell Ausserrhoden. Ze beheerde het departement Financiën en voerde als zodanig een complete herziening van de belastingwetten door.
Marianne Kleiner was van 1 juni 1997 tot 31 mei 2000 de eerste vrouwelijke Regierend Landammann (dat wil zeggen regeringsleider) van het kanton Appenzell Ausserrhoden. Appenzell Ausserrhoden was in 1989 het voorlaatste kanton waar het vrouwenkiesrecht werd ingevoerd.
Bij de Zwitserse parlementsverkiezingen van 2003 werd Marianne Kleiner voor de FDP in de Nationale Raad (tweede kamer Bondsvergadering) gekozen. Ze zit in de kamercommissies Financiën, Sociale Zekerheid en Volksgezondheid. Bij de Zwitserse parlementsverkiezingen van 2007 werd zij herkozen.
Van 1998 tot 2004 was Kleiner vicevoorzitter van de FDP en van 2004 tot 2005 was ze (waarnemend) voorzitter van de FDP.
Marianne Kleiner bekleedt tal van nevenfuncties, w.o. die van vicepresident van de Carnegie Stichting.

## Familie
Marianne Kleiner-Schläpfer is getrouwd en woont in Herisau, de hoofdstad van het kanton Appenzell Ausserrhoden. Ze heeft twee kinderen (een zoon en een dochter) en drie kleinkinderen.
Marianne Kleiner is heimatberechtigt in Rorschacherberg in het kanton Sankt Gallen.

## Verwijzingen
1. ↑  Vrouwenkiesrecht op federaal niveau hadden vrouwen in het kanton Appenzell Ausserrhoden al sinds 1971
2. ↑  Het laatste kanton waren vrouwenkiesrecht werd ingevoerd was het kanton Appenzell Innerrhoden in 1990
3. ↑  http://rulers.org/indexk3.html. Gearchiveerd op 1 september 2023.
4. 1 2  https://web.archive.org/web/20090626151225/http://www.marianne-kleiner.ch/portrait.htm

- Base de données des élites suisses: 60029
- Gemeinsame Normdatei: 1055978437
- Historisch woordenboek van Zwitserland: 058054
- Zwitserse Bondsvergadering: 1114
- Virtual International Authority File: 309725170
- WorldCat: E39PBJpPCJDTQD9cVW74VhMMfq